# دهستان جهادآباد
دهستان جهادآباد نام دهستانی در بخش مرکزی شهرستان عنبرآباد، استان کرمان در ایران است. براساس سرشماری مرکز آمار ایران در سال ۱۳۸۵، جمعیت آن ۱۶۸۹۱ نفر (۳۴۹۶ خانوار)، بر اساس سرشماری مرکز آمار ایران در سال ۱۳۹۰، جمعیت آن ۱۵۱۰۶ نفر (۳۸۹۱ خانوار) و بر اساس سرشماری مرکز آمار ایران در سال ۱۳۹۵، جمعیت آن ۱۶۲۵۸ نفر (۴۶۷۵ خانوار) بوده است.